# Felix Grundy
Felix Grundy (Berkeley megye, 1777. szeptember 11. – Nashville, 1840. december 19.) az Amerikai Egyesült Államok szenátora (Tennessee, 1829–1838 és 1839–1840).